# Soro Badrissa
Soro Badrissa est un marionnettiste ivoirien, fondateur de la compagnie Ivoire Marionnettes avec laquelle il a gagné plusieurs prix.

## Parcours
La carrière de Soro Badrissa a connu deux grandes périodes, son entrée en 2000 au village Ki Yi et la fondation d'Ivoire Marionnettes, sa compagnie, en 2007.

### Pensionnaire au village KiYi M'Bock
Soro Badrissa commence sa carrière sur scène, entre 1997 et 1999. Il était alors, élève acteur de théâtre au sein de l’Ensemble Artistique John Carlos, à Gagnoa, sa ville natale. En 2000, il débarque à Abidjan, la capitale ivoirienne. Il y intègre, après un test concluant, le Centre Panafricain de Formation Kiyi M’bock. Pendant 7 ans, il se forme au métier de marionnettiste, au sein de cette école créée par la célèbre Wêrê-Wêrê Liking.

### Fondateur d'Ivoire Marionnettes
En 2007, Soro Badrissa fonde avec d'autres amis la compagnie Ivoire Marionnettes. Installé sur la plage du village d’Abatta, entre Cocody et Bingerville, la compagnie a pour devise : « Créer c’est notre métier ». C'est une compagnie artistique qui se spécialise dans la fabrication, la manipulation et la création de spectacles de marionnettes, mais aussi dans la formation et la promotion de la marionnette. En 2015, nait au sein de ladite compagnie, l’Académie Ivoire Marionnette.

## Spectacles & festivals
La compagnie Ivoire Marionnettes, dont il est le directeur artistique, à son actif plusieurs festivals et spectacles.

### Parade de «Tchangara le géant d’Afrique» au MASA (2020)
Le spectacle consiste à faire bouger une marionnette de neuf mètres de haut, grâce au travail coordonné d'une vingtaine de personnes. Cette marionnette levait les pieds, bougeait bras et tête comme s’il avait une âme. Le colosse a été créé pour « rassembler les peuples en leur donnant un nouveau sourire, la joie de vivre, l’espoir ».
Le premier texte que prononce Tchangara est, « Paix dans le monde ». Le texte, écrit par Badrissa Soro, s’inspire de citations de grands penseurs du monde. Et la seconde phrase prononcée par le colosse est « la réponse est soufflée dans le vent » (tirée de l’œuvre de Bob Dylan, «Blowing in the wind»). Les deux textes sont une incitation aux hommes à se respecter mutuellement et à respecter ce qui les entourent, notamment la nature.
Tout droit sorti de la forêt sacrée de Côte d’Ivoire, Tchangara est envoyé par le Conseil des géants pour apporter aux hommes et femmes du monde entier un message de paix et d’amour.

### La main qui donne
C'est l’histoire d’une grande Marionnette "Main" qui donne naissance à 5 marionnettes géantes qui représentent les 5 continents symbolisant la paix, l'union et la fraternité. Ce spectacle a été médaillé d’or à la 7ᵉ édition des jeux de la Francophonie à Nice en septembre 2013.

### Autres spectacles et festivals
On peut citer Parade de N’Golobé, la mère des géants au MASA (2022), les Rencontres Internationales de la Marionnette d’Abatta (2019, 2022), Soro d’Abidjan et le Tambour de l’union.

## Prix et reconnaissances

Logo des 8è Jeux de la Francophonie à Abidjan en 2017

- Logo des 8è Jeux de la Francophonie à Abidjan en 2017Médaillée d’or à Nice dans la discipline Marionnettes géantes, 7ᵉ jeux de la Francophonie, 2013[1]
- Prix du concours vidéo ONG/Unesco à Charleville Mezièrres (France), 2013[1]
- 3ᵉ prix de l’excellence de la République de Côte d’Ivoire pour les Arts vivants, 2014[1]
- 3ᵉ prix de ASCAD des arts de la rue, 2015[1]
- Président de l’union internationale de la marionnette (UNIMA), 2015[1]
- Médaillée d’or à Abidjan dans la discipline Marionnettes géantes, 8ᵉ jeux de la Francophonie, 2017[4],[8]